# Bezirk Grandson
Der Bezirk Grandson (französisch District de Grandson) war bis zum 31. August 2006 eine Verwaltungseinheit im Kanton Waadt in der Schweiz. Hauptort war Grandson. Der Bezirk war in die drei Kreise (französisch cercles) Grandson, Concise und Sainte-Croix aufgeteilt.
Der Bezirk bestand aus 20 Gemeinden, war 175,97 km² gross und zählte 12'658 Einwohner (Ende 2006).
| Name der Gemeinde      | Einwohner (31. Dez. 2006) | Fläche in km² | Einw. pro km² | Kreis (Cercle) |
| ---------------------- | ------------------------- | ------------- | ------------- | -------------- |
| Bonvillars             | 425                       | 7,52          | 57            | Concise        |
| Concise                | 716                       | 11,37         | 63            | Concise        |
| Corcelles-près-Concise | 280                       | 4,06          | 69            | Concise        |
| Fontanezier            | 67                        | 3,73          | 18            | Concise        |
| Mutrux                 | 139                       | 3,23          | 43            | Concise        |
| Onnens                 | 445                       | 5,13          | 87            | Concise        |
| Provence               | 382                       | 31,86         | 12            | Concise        |
| Champagne              | 713                       | 3,92          | 182           | Grandson       |
| Fiez                   | 369                       | 6,83          | 54            | Grandson       |
| Fontaines-sur-Grandson | 134                       | 7,86          | 17            | Grandson       |
| Giez                   | 364                       | 4,76          | 76            | Grandson       |
| Grandevent             | 176                       | 3,44          | 51            | Grandson       |
| Grandson               | 2'889                     | 7,85          | 368           | Grandson       |
| Mauborget              | 96                        | 5,52          | 17            | Grandson       |
| Novalles               | 94                        | 2,06          | 46            | Grandson       |
| Romairon               | 43                        | 4,89          | 9             | Grandson       |
| Vaugondry              | 40                        | 0,84          | 48            | Grandson       |
| Villars-Burquin        | 506                       | 4,81          | 105           | Grandson       |
| Bullet                 | 566                       | 16,82         | 34            | Sainte-Croix   |
| Sainte-Croix           | 4'296                     | 39,47         | 109           | Sainte-Croix   |
| Bezirk Grandson (20)   | 12'658                    | 175,97        | 72            | (3)            |

## Veränderungen im Gemeindebestand

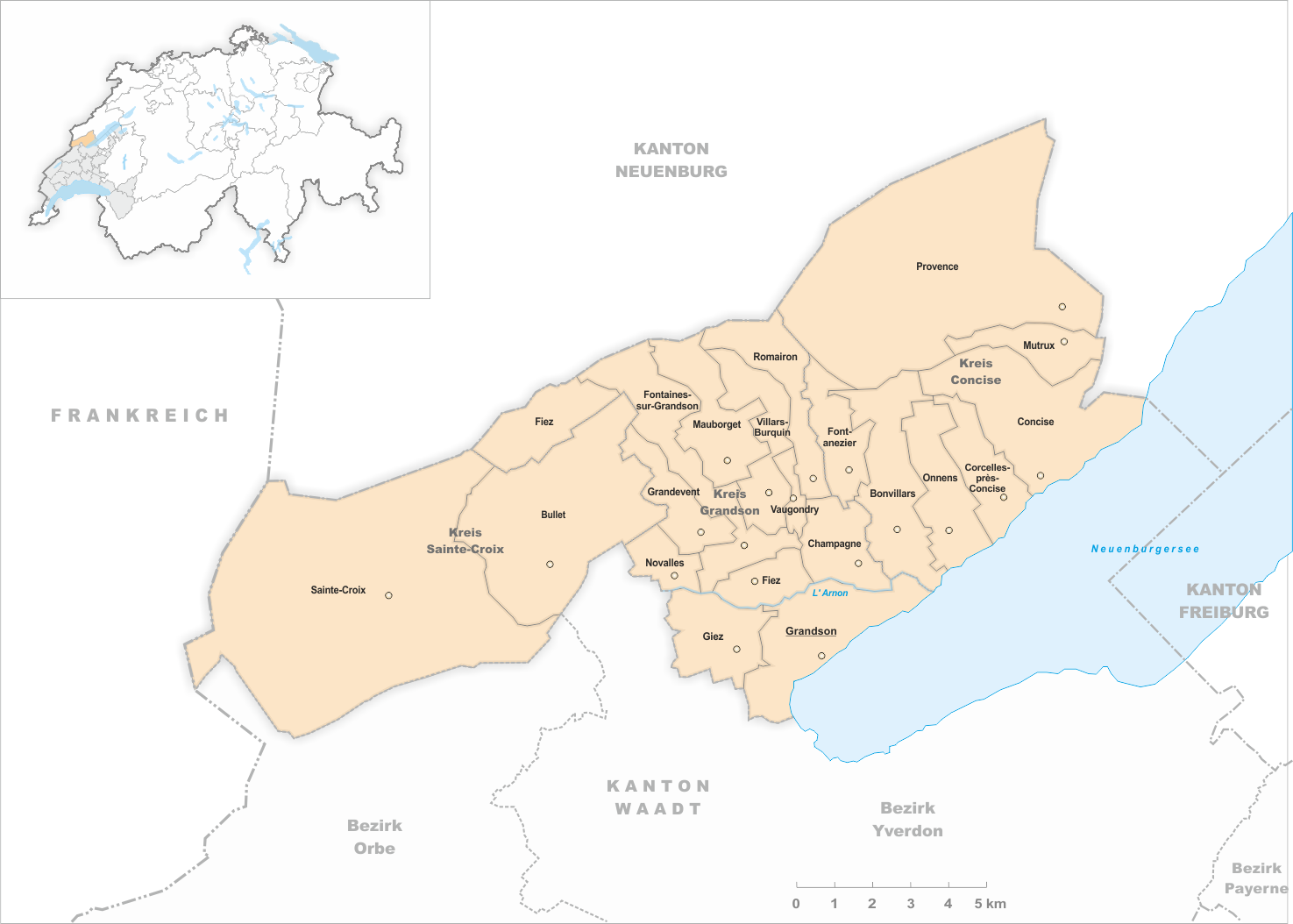
Gemeinden bis 2006

- 1. September 2006: Bezirkswechsel aller Gemeinden des Bezirks Grandson → Bezirk Jura-Nord vaudois